# Henryk III Chorowity
Henryk III Chorowity (hiszp. Enrique III el Doliente, ur. 4 października 1379 w Burgos, zm. 1406 w Toledo) – król Kastylii i Leónu w latach 1390–1406.
Był synem króla Jana I i jego żony Eleonory Aragońskiej.
Przed wstąpieniem na tron nosił tytuł księcia Asturii.
Pierwsze 3 lata zasiadania na tronie to czas rządów regentów. Początek sprawowania faktycznej władzy nastąpił w 1393 r. W polityce wewnętrznej dążył do wzmocnienia władzy królewskiej i poskramiania zapędów możnowładców. Starał się przy tym unikać zaangażowania w większe, zewnętrzne konflikty.
Podczas jego rządów kastylijska flota odniosła kilkanaście zwycięstw nad flotą angielską, a także zniszczyła piracką bazę w Afryce Północnej, Tetuan. W 1402 r. Henryk rozpoczął kolonizację Wysp Kanaryjskich, wysyłając francuskiego odkrywcę Jana de Bethencourt.
Słabe zdrowie spowodowało odsuwanie się Henryka od rządów i przekazywanie ich w ręce brata Ferdynanda.
Jeszcze jako następca tronu ożeniony został w 1388 r. z Katarzyną Lancaster (hiszp. Catalina de Lancaster), w wyniku porozumienia pokojowego z Bajonny, kończącego spór o koronę kastylijską między ich ojcami: Janem I i Janem z Gandawy. Z małżeństwa tego narodziło się troje dzieci:
- Maria, żona Alfonsa V Wspaniałego,
- Katarzyna,
- Jan, następca tronu Kastylii i Leónu, późniejszy król Jan II.